# Maksymilian Wolff

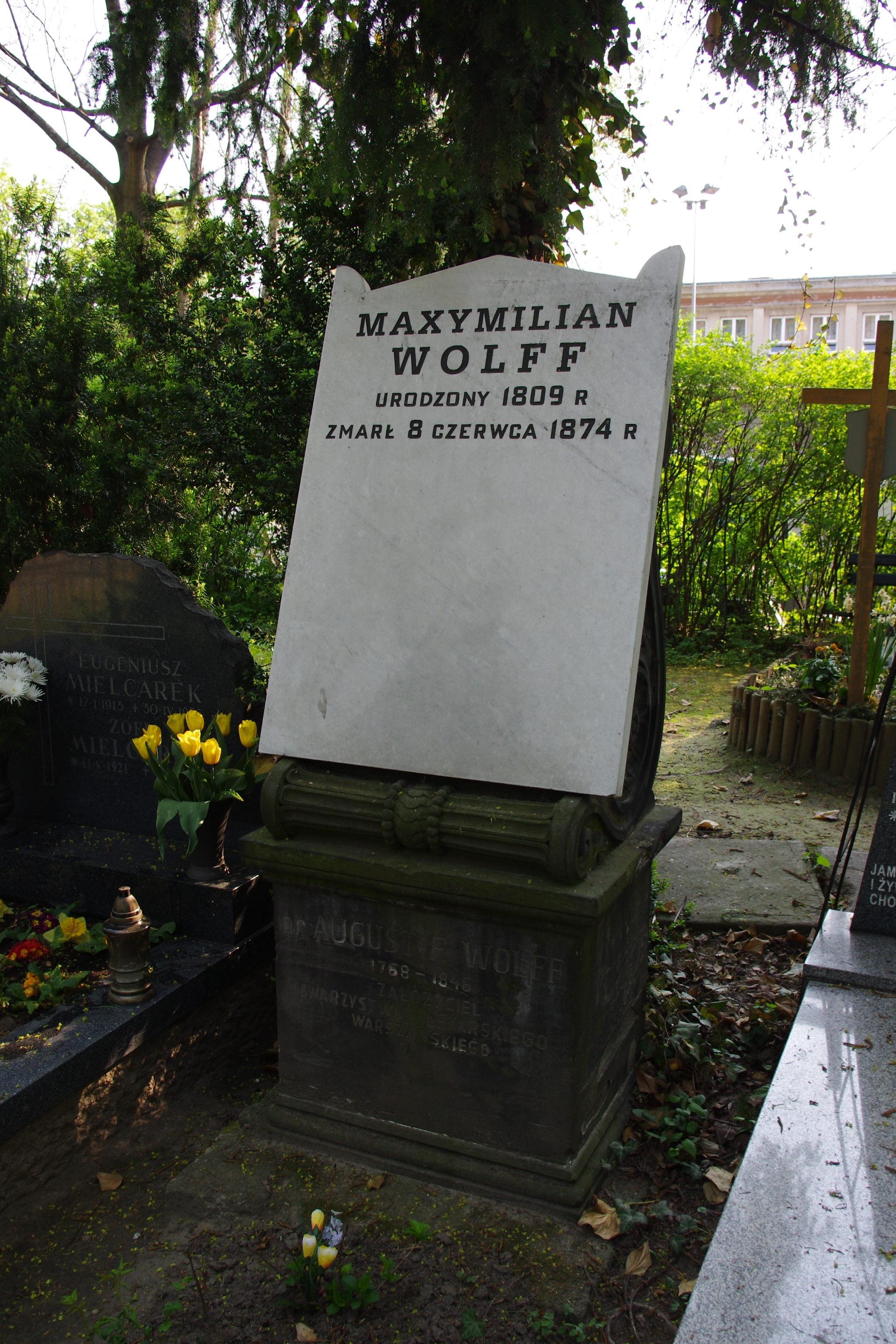
Grób Maksymiliana Wolffa na Cmentarzu ewangelicko-reformowanym w Warszawie

Maksymilian Wolff (ur. 25 października 1809, Lwów, zm. 8 czerwca 1874, Warszawa) – lekarz warszawski, brat pianisty Edwarda i Reginy matki Henryka i Józefa Wieniawskich, kuzyn lekarza Maurycego Wolffa.

## Życiorys
Maksymilian był synem warszawskiego lekarza Józefa (zm. 1866) i jego drugiej żony Eleonory, z domu Oesterreicher (zm. 1859), kalwinistów (część pochodzącej z Gdańska rodziny Wolffów przeszła w XVIII wieku z judaizmu na katolicyzm, inna część na kalwinizm). Ci Wolffowie nie mieli nic wspólnego z warszawską dynastią wydawców i księgarzy pochodzenia niemieckiego i religii luterańskiej (zob. Gebethner i Wolff). W roku 1825, po ukończeniu Liceum Warszawskiego, Wolff zaczął studia medyczne na UW. Dyplom lekarski uzyskał w styczniu roku 1831.
Po wybuchu powstania listopadowego Wolff wstąpił w szeregi walczących i był lekarzem batalionowym I. dywizji piechoty. Za odwagę i poświęcenie przy pełnieniu obowiązków otrzymał złoty krzyż orderu Virtuti Militari. Po klęsce powstania udał się na dalsze studia medyczne do Prus i uzyskał w r. 1832 doktorat medycyny na uniwersytecie w Halle.
Po kilkuletnim stażu w szpitalach niemieckich powrócił do Warszawy i pozostał tam do końca życia, pracując jako lekarz w szpitalu św. Łazarza i jako lejbmedyk namiestnika Iwana Paskiewicza.
Podobnie jak ojciec Józef, Maksymilian Wolff prowadził w stolicy znany salon muzyczny. Pozostawił w rękopisie ciekawe pamiętniki, O życiu w Warszawie w połowie XIX wieku. Pochowany został w rodzinnej kwaterze M, rząd 7, nr 67 na cmentarzu kalwińskim w Warszawie (kwatera M-7-10).